# Elastico (calcio)
L'elastico (in inglese noto come flip flap o snakebite) è una tecnica calcistica utilizzata nel dribbling per ingannare un giocatore avversario, convincendolo che la palla andrà in una direzione invece di un’altra.

## Tecnica
Il gesto viene eseguito utilizzando la parte esterna del piede dominante per spingere la palla verso l’esterno, dopodiché il giocatore deve muovere rapidamente il piede dominante intorno alla palla, colpendola dal lato opposto usando la parte interna del piede per spingere la palla verso l’interno. Per riuscire ad ingannare il giocatore avversario il gesto deve essere effettuato molto velocemente.

## Storia
La mossa è stata inventata dal calciatore brasiliano-giapponese Sérgio Echigo. Nel 1964, il calciatore brasiliano Rivellino, noto per le sue abilità nel dribbling, imparò la mossa da Echigo, che era suo compagno di squadra nelle giovanili del Corinthians e la eseguì durante la Coppa del Mondo 1970.
Rivellino era in quel momento uno dei giocatori più popolari al mondo e la mossa divenne molto famosa e utilizzata all'inizio degli anni '80.
Molti giocatori fecero dell’elastico un loro marchio di fabbrica, fra questi l’algerino Salah Assad (che a differenza di Rivellino effettuava l’elastico in corsa, questa particolare variante, più difficile dell’originale, divenne popolare per un periodo come "El Ghorraf" nome che gli aveva dato sempre Salsh Assad), il peruviano Julio César Uribe e i brasiliani Romário, Ronaldo e Ronaldinho tra gli altri. Negli ultimi anni, anche il calciatore portoghese Cristiano Ronaldo e il brasiliano Neymar hanno utilizzato questa mossa. Anche l’argentino Lionel Messi ha fatto uso dell’elastico, ma con meno frequenza dei giocatori precedenti.
In Africa, in particolare in Nigeria, il gesto è noto come "Zigima".
Nel futsal, nel palleggio e nel calcio di strada, è stata inventata una variante aerea dell'elastico: l'Akka.